# Nationalitäten-Universität
Der chinesische Begriff Nationalitäten-Universität oder Nationalitäten-Hochschule (chin. minzu daxue 民族大学 oder minzu xueyuan 民族学院), im Englischen meist als University for Nationalities oder Nationalities University übersetzt, bezeichnet verschiedene höhere Bildungseinrichtungen schwerpunktmäßig für nationale Minderheiten in der Volksrepublik China. Die erste Einrichtung dieser Art wurde bereits 1941 in Yan’an gegründet.
Die oberste Bildungseinrichtung dieser Art ist die 1952 gegründete Zentrale Nationalitäten-Universität (Zhongyang minzu daxue 中央民族大学; engl. Minzu University of China) in Peking.

## Übersicht
| Hanyu Pinyin                 | Chinesisch       | Ort      | Provinz/AG         | Englisch                                    | Deutsch                                           |
| ---------------------------- | ---------------- | -------- | ------------------ | ------------------------------------------- | ------------------------------------------------- |
| Beifang minzu daxue          | 北方民族大学     | Yinchuan | AG Ningxia         | North Minzu University                      | Nationalitäten-Universität des Nordens            |
| Beijing minzu daxue          | 北京民族大学     | Peking   | --                 | Beijing University for Nationalities        | Nationalitäten-Universität Peking                 |
| Beijing minzu shifan xueyuan | 北京民族师范学院 | Peking   | --                 | Beijing Normal University for Nationalities | Pädagogische Nationalitäten-Hochschule Peking     |
| Dalian minzu xueyuan         | 大连民族学院     | Dalian   | Liaoning           | Dalian University for Nationalities         | Nationalitäten-Hochschule Dalian                  |
| Dongbei minzu xueyuan        | 东北民族学院     | --       | --                 | --                                          | siehe Dalian minzu xueyuan                        |
| Gansu minzu shifan xueyuan   | 甘肃民族师范学院 | Hezuo    | Gansu              | Gansu Normal University for Nationalities   | Pädagogische Nationalitäten-Hochschule Gansu      |
| Guangxi minzu daxue          | 广西民族大学     | Nanning  | AG Guangxi         | Guangxi University for Nationalities        | Nationalitäten-Universität Guangxi                |
| Guangxi minzu shifan xueyuan | 广西民族师范学院 | Chongzuo | AG Guangxi         | Guangxi Normal University for Nationalities | Pädagogische Nationalitäten-Hochschule Guangxi    |
| Guizhou minzu daxue          | 贵州民族大学     | Guiyang  | Guizhou            | Guizhou University for Nationalities        | Nationalitäten-Universität Guizhou                |
| Hebei minzu shifan xueyuan   | 河北民族师范学院 | Chengde  | Hebei              | Hebei Normal University for Nationalities   | Pädagogische Nationalitäten-Hochschule Hebei      |
| Hubei minzu xueyuan          | 湖北民族学院     | Enshi    | Hubei              | Hubei University for Nationalities          | Nationalitäten-Hochschule Hubei                   |
| Huhehaote minzu xueyuan      | 呼和浩特民族学院 | Hohhot   | AG Innere Mongolei | Hohhot University for Nationalities         | Nationalitäten-Hochschule Hohhot                  |
| Neimenggu minzu daxue        | 内蒙古民族大学   | Tongliao | AG Innere Mongolei | Inner Mongolia University for Nationalities | Nationalitäten-Universität der Inneren Mongolei   |
| Qiannan minzu shifan xueyuan | 黔南民族师范学院 | Duyun    | Guizhou            | Qiannan Normal College for Nationalities    | Pädagogische Nationalitäten-Hochschule Qiannan    |
| Qinghai minzu daxue          | 青海民族大学     | Xining   | Qinghai            | Qinghai University for Nationalities        | Nationalitäten-Universität Qinghai                |
| Sichuan minzu xueyuan        | 四川民族学院     | Kangding | Sichuan            | Sichuan University for Nationalities        | Nationalitäten-Hochschule Sichuan                 |
| Xibei di’er minzu xueyuan    | 西北第二民族学院 | --       | --                 | --                                          | siehe Beifang minzu daxue                         |
| Xibei minzu daxue            | 西北民族大学     | Lanzhou  | Gansu              | Northwest University for Nationalities      | Nationalitäten-Universität Nordwestchinas         |
| Xinan minzu daxue            | 西南民族大学     | Chengdu  | Sichuan            | Southwest University for Nationalities      | Nationalitäten-Universität Südwestchinas          |
| Xingyi minzu shifan xueyuan  | 兴义民族师范学院 | Xingyi   | Guizhou            | Xingyi Normal University for Nationalities  | Pädagogische Nationalitäten-Hochschule Xingyi     |
| Xizang minzu xueyuan         | 西藏民族学院     | Xianyang | Shaanxi            | Tibet University for Nationalities          | Tibetische Nationalitäten-Hochschule              |
| Yunnan minzu daxue           | 云南民族大学     | Kunming  | Yunnan             | Yunnan University for Nationalities         | Nationalitäten-Universität Yunnan                 |
| Zhongnan minzu daxue         | 中南民族大学     | Wuhan    | Hubei              | South Central University for Nationalities  | Nationalitäten-Universität Zentral- und Südchinas |
| Zhongyang minzu daxue        | 中央民族大学     | Peking   | --                 | Minzu University of China                   | Zentrale Nationalitäten-Universität               |